# Präludium und Fuge gis-Moll BWV 887 (Das Wohltemperierte Klavier, II. Teil)
Präludium und Fuge gis-Moll, BWV 887, bilden ein Werkpaar im 2. Teil des Wohltemperierten Klaviers, einer Sammlung von Präludien und Fugen für Tasteninstrumente von Johann Sebastian Bach.

## Präludium
Wüsste man es nicht, so wäre die Vermutung, es handle sich hier um eine Komposition der Bachsöhne Wilhelm Friedemann oder Carl Philipp Emanuel oder des arg unterschätzten Bach-Schülers Johann Gottfried Müthel, nicht von der Hand zu weisen.
Wie öfters im zweiten Teil des Wohltemperierten Klaviers erweist sich Bach auch in diesem Präludium als Wegbereiter. Schon im ersten Takt zeigt das Wandern der melodischen Linie von der rechten in die linke Hand die Distanz zu kontrapunktischer Stimmführung zu Gunsten klavieristischen Spiels. Auch das originale forte und piano in Takt 3 und 5, das bei analogen Stellen wohl zu wiederholen ist, die zweiteilige Form mit Repriseneffekt in Takt 41, der durch Sequenzen vorbereitet wird, die Begleitfiguren der linken Hand, die nichts mehr mit Kontrapunkt oder Generalbass zu tun haben, sowie die empfindsamen Vorhalte in Terz- und Sexptarallelen sind Hinweise auf die Vorklassik und den zu dieser Zeit sich ausbreitenden galanten Stil.

## Fuge
Sowohl Thema als Kontrapunkt bestehen aus zwei Sequenzen von jeweils zwei Takten Länge. Sie unterschieden sich jedoch dadurch, dass das Thema diatonisch und der Kontrapunkt chromatisch aufgebaut ist. In Takt 61 tritt ein zweites, ebenfalls chromatisches Thema hinzu, das dem Kontrapunkt zum Verwechseln ähnlich ist, abgesehen vom Schlusstriller, der ihm etwas mehr Profil verleiht. Ob das Stück deshalb als Doppelfuge bezeichnet werden kann, ist zumindest fraglich.
Die Fuge umfasst 143 Takte und lässt sich in drei Teile gliedern: Der erste Teil ist der Entwicklung des ersten Themas gewidmet, im zweiten Teil ab Takt 61 wird das zweite Thema eingeführt, ehe im dritten Teil ab Takt 97 die beiden Themen gemeinsam gespielt werden. Zählt man den letzten Takt doppelt, ergibt sich für die Längen der Abschnitte ein Verhältnis von 5 : 3 : 4. Ob dieses Verhältnis beabsichtigt wurde, ist nicht bekannt.